# UltraSurf
UltraSurf és un freeware per esquivar la censura a Internet creat per UltraReach Internet Corporation. Aquest software permet als usuaris passar a través de la censura a Internet i els firewalls usant un servidor proxy HTTP, que usa diversos protocols de codificació de la informació per aconseguir privacitat.
Va ser desenvolupat per dissidents Xinesos amb l'obejctiu de permetre als usuaris d'Internet passar a través del Gran Firewall Xinés. Actualment té més de 11 milions d'usuaris per tot el món.
El programa no necessita instal·lar-se i no deixa cap registre quan es tanca. En altres paraules, no deixa cap rastre del seu ús. UltraSurf funciona creant túnels codificats HTTP entre l'ordinador de l'usuari i la "seu central" de servidors proxy permetent així travessar els firewalls i la censura. Per darrere, el software canvia l'adreça IP dels seus servidors proxy unes 10000 vegades cada hora.
Podríem dir que UltraSurf és la competència directa de Tor tal com demostren diversos informes que han intercanviat ambdues entitats amb l'objectiu de criticar-se i demostrar que un és millor que l'altre. Un exemple del 2012 on UltraSurf respon a un document de Tor es pot trobar al següent enllaç Arxivat 2016-01-18 a Wayback Machine..
També cal recalcar que existeix una pàgina no oficial amb diversos tutorials en castellà, amés de enllaços de descàrrega de fonts oficials.